# Pat Matshikiza
Pat Vuyisile Matshikiza (* 20. November 1938 in Queenstown (Südafrika); † 29. Dezember 2014) war ein südafrikanischer Jazzpianist, der auch unter dem Namen Patrick Matthews auftrat.

## Leben und Wirken
Mathikiza, dessen Vater als Pianist für die Eisteddfods tätig war, erhielt durch seinen Onkel Todd Matshikiza Klavierunterricht. Nach dem Schulunterricht absolvierte er eine Lehrerausbildung in St. Matthews, wo er auch als Organist tätig war und mit den Klassikern vertraut wurde. Anschließend hatte er für die nächsten zwei Jahre Aushilfsjobs in der Gastronomie und als Barpianist, bevor er nach Johannesburg zog. Dort wurde er Mitglied von Mackay Davashes Jazz Dazzlers, wo er mit Kippie Moeketsi, Makaya Ntshoko und Letta Mbulu in der Show Back in Your Own Back Yard auftrat. In Jamsessions traf er auf Chris McGregor. Im Unterschied zu vielen anderen Musikern blieb er im Land. Ende der 1960er Jahre gewann er einen ersten Preis bei einem Festival und wurde von Hugh Masekela zur Zusammenarbeit eingeladen.
1975 legte er gemeinsam mit Moeketsi das Album Tshona vor, dessen Titelstück als Klassiker des südafrikanischen Jazz gilt. Im gleichen Jahr war er am Album Our Boys Are Doing It von Dennis Mpale und Moeketsi beteiligt. In den nächsten Jahrzehnten war er trotz einiger gewonnener Auszeichnungen zeitweise darauf angewiesen, als Barpianist zu arbeiten und seinen Namen zu wechseln (Patrick Matthews). Sein Album Seasons, Masks and Keys gibt einen Überblick über den Reichtum seines kompositorischen Schaffens.

## Diskographische Hinweise
- Pat Matshikiza/Kippie Moeketsi Tshona (1975, mit Basil Coetzee, Sipho Mabuse, Alec Khaoli, Dennis Phillips)
- Seasons, Masks and Keys (2005, mit Feya Faku, Sidney Mnisi, Zandile Hlatshwayo, Siphokazi Maregana und anderen)